# Prima di domani (programma televisivo)
Prima di domani è stato un programma televisivo italiano di genere talk show, politico e rotocalco, andato in onda su Rete 4 e in simulcast su TGcom24 dall'8 gennaio al 21 giugno 2024 in access prime time dal lunedì al venerdì con la conduzione di Bianca Berlinguer. Il programma veniva trasmesso in diretta dallo studio 1 del Centro Safa Palatino di Roma.

## Il programma
Il programma, nato come rotocalco di approfondimento quotidiano andato in onda dal lunedì al venerdì nella fascia dell'access prime time di Rete 4 con la conduzione di Bianca Berlinguer, è stato realizzato dalla testata giornalistica italiana Videonews e oltre a mantenere il format di un talk show, trattava le vicende legate all'attualità, alla politica, all'economia, all'ambiente e alla società, con l'ausilio di servizi e della presenza di ospiti in studio e in collegamento, pronti ad intervenire sulle varie tematiche. Le repliche del programma andavano in onda su Rete 4 dal martedì al sabato poco prima delle 7:00.

## Edizioni
| Edizione | Anno | Conduzione        | Periodo        | Periodo        | Puntate | Regia            | Studio                                  |
| Edizione | Anno | Conduzione        | Inizio         | Fine           | Puntate | Regia            | Studio                                  |
| -------- | ---- | ----------------- | -------------- | -------------- | ------- | ---------------- | --------------------------------------- |
| 1ª       | 2024 | Bianca Berlinguer | 8 gennaio 2024 | 21 giugno 2024 | 112     | Giovanni Caccamo | Studio 1 del Centro Safa Palatino, Roma |

### Prima edizione (2024)
La prima ed unica edizione di Prima di domani, con la conduzione di Bianca Berlinguer, è andata in onda dall'8 gennaio al 21 giugno 2024, dal lunedì al venerdì nella fascia dell'access prime time dalle 20:30 alle 21:20, preceduto fino all'8 marzo 2024 da una breve anteprima andata in onda alle 20:25 circa subito dopo la soap opera tedesca Tempesta d'amore, dove venivano presentati gli ospiti, anticipati i temi e mostrati alcuni estratti dei servizi che venivano trattati nel corso della puntata, in diretta dallo studio 1 del Centro Safa Palatino di Roma. Il 22 gennaio, il 9 febbraio, il 1º, il 19, il 20 marzo, il 1º aprile e il 20 giugno 2024 il programma non è andato in onda ed è stato sostituito dal programma Stasera Italia con la conduzione di Sabrina Scampini. Il 12 giugno 2024 il programma non è andato in onda per lasciare spazio al documentario di Toni Capuozzo Caro presidente - Un anno dopo, dedicato a Silvio Berlusconi a un anno esatto dalla scomparsa.

## Programmazione
| Edizione | Rete televisiva | Rete televisiva | Anno | Stagione          | Orario      | Durata | Programmazione | Programmazione | Programmazione | Programmazione | Programmazione | Programmazione | Programmazione | Collocazione      |
| Edizione | Locale          | Simulcast       | Anno | Stagione          | Orario      | Durata | L              | M              | M              | G              | V              | S              | D              | Collocazione      |
| -------- | --------------- | --------------- | ---- | ----------------- | ----------- | ------ | -------------- | -------------- | -------------- | -------------- | -------------- | -------------- | -------------- | ----------------- |
| 1ª       | Rete 4          | TGcom24         | 2024 | inverno-primavera | 20:30-21:20 | 50 min |                |                |                |                |                |                |                | Access prime time |